# Barcsi SC
Barcsi SC – węgierski klub piłkarski z siedzibą w Barcsu.

## Skład w sezonie 2009/10
| Nr | Poz. | Piłkarz          |
| -- | ---- | ---------------- |
| 1  | BR   | Dénes Dibusz     |
| 4  | OB   | Gábor Pókos      |
| 5  | PO   | László Gyaraki   |
| 6  | OB   | Tamás Balogh     |
| 7  | PO   | Tamás Törtei     |
| 8  | PO   | Ádám Pandur      |
| 9  | PO   | Gergő Nagy       |
| 10 | PO   | Krisztián Kottán |
| 11 | PO   | Csaba Szabó      |
| 12 | PO   | György Zsömlye   |
| 13 | NA   | Tibor Fülöp      |

| Nr | Poz. | Piłkarz             |
| -- | ---- | ------------------- |
| 14 | NA   | Zoltán Kordé        |
| 15 | PO   | Paweł Wojtczak      |
| 16 | OB   | Péter Matus         |
| 17 | PO   | Márton Kiss         |
| 18 | PO   | Péter Horváth       |
| 19 | NA   | László Egle         |
| 20 | BR   | Barnabás Banicz     |
| 21 | OB   | Zoltán Arnold       |
| 23 | PO   | Artur Papazsinszkij |
| 27 | BR   | Gábor Kuczkó        |

## Władze klubu
Prezes:              Miklós Hamarics
Przewodniczący:      Kaviczki Károly, Márkus József, Dr. Nuszpl Árpád, Dr.Kis M János, Süveges Sándor, Szabadi József
Trener:József Ott
Sekcja młodzików: József Márkus
Kierownik Techniczny: Nándor Szabó
Menadżer: Dárdai Pál

## Stadion
Swoje mecze Barcsi SC rozgrywa na stadionie BSC-pálya, znajdującym się na północ od centrum miasta i zajmującym 3 hektary powierzchni. Wymiary boiska – 110 m x 65 m.